# Erigorgus brevifemur
Erigorgus brevifemur är en stekelart som beskrevs av Dasch 1984. Erigorgus brevifemur ingår i släktet Erigorgus och familjen brokparasitsteklar. Inga underarter finns listade i Catalogue of Life.